# Яхонтов, Иван Константинович
Ива́н (Иоа́нн) Константи́нович Я́хонтов (1819—1888) — русский духовный писатель и педагог, протоиерей Никольского морского собора и Церкви Воздвижения Креста Господня (Ямской) (ныне Крестовоздвиженский казачий собор) в Санкт-Петербурге, магистр Санкт-Петербургской духовной академии; помощник главного наблюдателя за преподаванием Закона Божия в учебных заведениях Министерства народного просвещения Российской Империи.

## Биография
Родился в 1819 году. Среднее образование получил в Симбирской духовной семинарии, высшее — в Петербургской духовной академии, курс которой в 1843 году окончил со степенью магистра и в мае следующего года был рукоположен во священника к Екатерининской (в Екатерингофе) церкви, где служил до 1854 года, когда перешёл в Александро-Невскую церковь при Смольном институте одновременно с назначением законоучителем в этом институте и мещанском училище при нём (до 1860 года).
В феврале 1856 года Яхонтов был возведен в сан протоиерея и через полгода определён настоятелем ямской Крестовоздвиженской церкви, откуда в 1874 году перешел настоятелем морского Николаевского собора и в этой должности оставался до самой смерти.
С 1862 по 1876 год Яхонтов был редактором журнала «Духовная беседа».
Деятельность Яхонтова не ограничивалась рамками священнических обязанностей и носила самый разносторонний характер: член комитета для издания кратких и дешевых духовно-нравственных книг (с 1855 года) и конференции Петербургской духовной академии (также с 1855 года), петербургских комитета духовной цензуры (с 1856 года) и духовной консистории (с 1860 года), он в то же время был одним из энергичнейших деятелей в работах по статистическому описанию Петербургской епархии, принимал участие в трудах по пересмотру правил о духовной цензуре (с 1873 года), нёс обязанности помощника главного наблюдателя за преподаванием Закона Божия в учебных заведениях министерства народного просвещения (с 1878 года), не отказываясь вместе с тем и от трудов по некоторым выборным должностям — с 1874 года председателя совета Общества попечения о бедных и с 1881 года члена совета Общества религиозно-нравственного просвещения в духе православной церкви.
Умер 22 марта (3 апреля) 1888 года.
Собрание его сочинений издано под заголовком «Собрание духовно-литературных трудов. 1844—1885» (СПб., 2 т., 1885 и 1890).

## Избранная библиография
- 1844 — О православии российской церкви (Соч. студ. Санктпетерб. духов. акад. 15 курса Ивана Яхонтова);
- 1857 — О праздниках православной церкви (1864 — 2-е изд.);
- 1864 — Письма к отступнику православия;
- 1879 — Катехизические беседы;
- 1879 — Ежедневное богослужение и главные праздники православной церкви;
- 1879 — Сорок дней от воскресения Господа Иисуса Христа до вознесения Его на небо;
- 1881 — Слово при поминовении Ф. М. Достоевского
- 1883 — Русский проповедник XVII века и несколько статей из его сочинения Статир;
- 1883 — Слова и приветствия Иосифа, митрополита литовского и виленского;
- 1884 — Геродиакон Дамаскин, русский полемист XVII века;